# Cymbiola thatcheri
Cymbiola thatcheri is een slakkensoort uit de familie van de Volutidae. De wetenschappelijke naam van de soort is voor het eerst geldig gepubliceerd in 1868 door McCoy.